# بلک پرنس
بلک پرنس (به انگلیسی: Black Prince) یک تانک ساخت بریتانیا بود که در اواخر جنگ جهانی دوم بر پایه تانک چرچیل طراحی شد اما با پایان درگیری‌ها وارد خط تولید نشد.

## طراحی و کاربرد
اِی۳۰ چَلِنجِر به عنوان یک تانک کروزر با یک توپ ۱۷-پاوندر و شاسی تطویل و عریض شده تانک کراموِل طراحی شد. تا ماه سپتامبر سال ۱۹۴۳ مشخص شد مشکلات طراحی چلنجر تولید آن را به تأخیر خواهد انداخت؛ درحالی‌که بریتانیایی‌ها در این زمان در تهاجم پیش‌رو به بدنه اصلی اروپا نیاز فوری به تانک‌هایی با توپ ۱۷-پاوندر داشتند. در این حال کار طراحی بر ای۴۱ سنتوریون فعلاً به تازگی آغاز شده بود. از این رو از شرکت واکسول خواسته شد نسخه‌ای از تانک پیشین چرچیل را توپ ۱۷-پاوندر، به عنوان یک چاره موقت، تولید کند. چنین طرحی دو سال پیش نیز ارائه اما آن زمان رد شده بود. مشکل اصلی تنگی بدنه چرچیل بود که مانع از جایگذاری برجکی بزرگ برای دربرگرفتن توپ ۱۷-پاوندر می‌شد.
بر طرح جدید عنوان «اِی۴۳» و در ابتدا نام «سوپر چرچیل» گذاشته شد. این نام بعداً رسما به «بلک پرنس» تغییر کرد. با وجود این که تا جای ممکن از قطعات مکانیکی تانک چرچیل ۷ استفاده شد، باز هم کار طراحی زیادی بر ای۴۳ صورت گرفت؛ چرا که به بدنه‌ای عریض‌تر نیازمند بود. همانند چرچیل، موتور دو تا شش‌تایی بدفورد به‌کار رفت. بدین ترتیب افزایش وزن به ۵۰ تن، سرعت تانک را به تنها ۱۱ مایل بر ساعت (۱۸ کیلومتر بر ساعت) کاهش داد. ظاهر بیرونی مشابه چرچیل ۷ بود؛ با این حال عرض شنی به ۲۴ اینچ (۰٫۶۱ متر) افزایش پیدا کرد و مجاری هوا از اطراف بدنه به بالای بدنه منتقل شد. اگزوزهای موتور در پشت بدنه بود.
شش پیش‌نمونه از ای۴۳ سفارش داده شد که ماه مه سال ۱۹۴۵ برای کارآزمایی تحویل گردید؛ البته تا این زمان دیگر جنگ در اروپا به پایان رسیده بود. بدین شکل، با وجود این که برنامه کارآزمایی به کامل انجام شد، هیچ سفارشی برای تولید داده نشد؛ چرا که سنتوریون تا بدین زمان آماده شده بود و تانک بسیار بهتری نسبت به بلک پرنس بود.